# Harishchandra

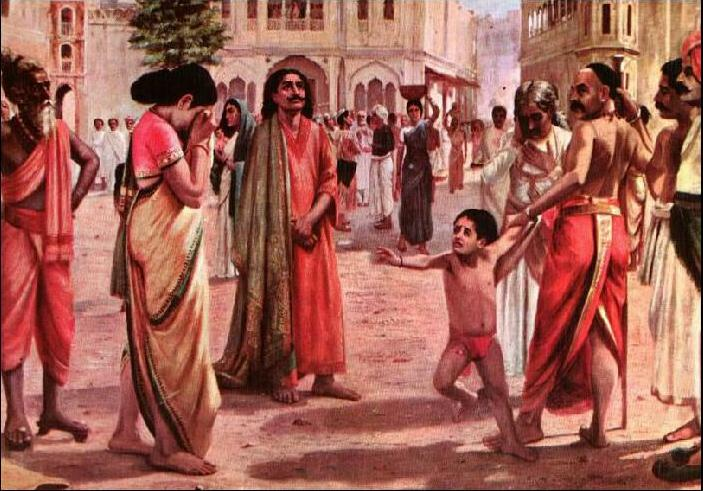
Harishchandras Familie wird in die Sklaverei verkauft (Gemälde von Raja Ravi Varma)

Harishchandra (Sanskrit हरिश्चन्द्र hariścandra „goldglänzend“) ist in der indischen Mythologie ein König von Ayodhya aus der Suryavamsha-Dynastie, Sohn des Trishanku.
Sein Mythos zeigt ihn als beispielhaft frommen Menschen, der niemals log und niemals sein Wort brach, was auch immer es ihn kosten sollte.

## Legende
Die ausführlichste Legende zum Leben des frommen Königs wird in der Markandeya Purana erzählt. Demnach ritt der König eines Tages durch den Wald, als er das jammervolle Geschrei von Frauen in Not hörte. Der König, immer bereit Jungfrauen in Nöten in jeder Weise beizustehen, ritt auf die Stelle zu und sah dort den großen Rishi und Weisen Vishvamitra, den Meister aller Wissenschaften, der dabei war, sich der Wissenschaften zu bemächtigen, welche die Gestalt schöner Frauen angenommen hatten. Diese klagten lautstark über den gewaltsamen Zugriff des strengen Gelehrten und diese Schreie hatte der König gehört.
Der weise Vishvanitra war jedoch äußerst ungehalten über die Störung seines Studiums durch den König. Dieser bot dem erzürnten Rishi als Buße für die Verfehlung an, ihm zu geben, was auch immer er wünsche, und sei es Gold, sein Königreich, Frau, Sohn oder der eigene Körper.
Vishvamitra fand als Ausgleich und als ihm als Brahmanen zustehende Gabe (dakshina) das Königreich Harishchandras und dessen gesamten Besitz als angemessen. Frau und Sohn durfte er vorerst noch behalten und als Gewand ein Kleid aus Baumrinde.
In solch äußerster Armut wanderte er mit seiner Frau Shaibya (शैब्या śaibyā) und seinem Sohn Rohitashva (रोहिताश्व rohitāśva) in die Stadt Varanasi, da diese dem Herrn Shiva heilige Stadt nun als einzige nicht zum Einflussbereich des grausamen Vishvamitra gehörte.

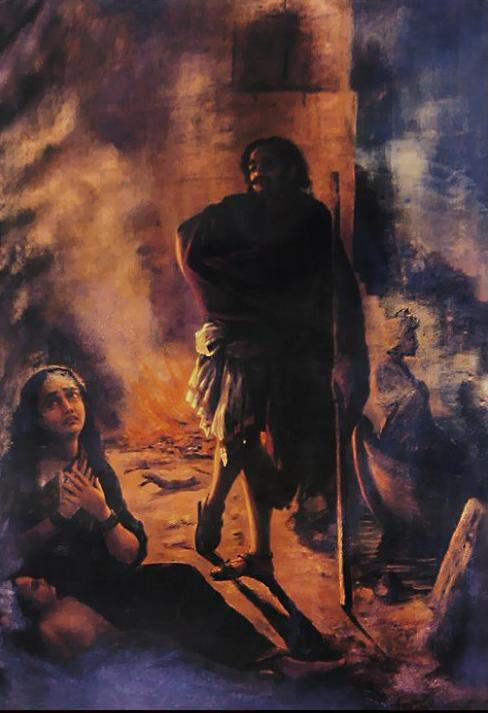
Harishchandra, seine Frau und der tote Sohn auf der Smashana (Gemälde von Raja Ravi Varma)

In Varanasi erwartete Vishvamitra sie jedoch bereits und forderte von Harishchandra weitere Gabe, worauf dieser zuerst seine Frau und seinen Sohn und schließlich sich selbst in die Sklaverei verkaufen musste. Sein Herr wurde ein Chandala, ein widerwärtiger Sklavenhalter, der ihn unter Schlägen zwang, nachts auf der Smashana, dem Ort der Leichenverbrennung, die Leichentücher der Toten zu stehlen. Nachdem er zwölf Monate lang diese verächtlichste aller nur denkbaren Tätigkeiten ausgeübt hatte, kam seine Frau auf die Smashana, da sie dort die Riten für ihren Sohn auszuführen, der, wie Harishchandra nun erfuhr, inzwischen durch einen Schlangenbiss gestorben war. Harishchandra und Shaibya kamen überein, sich in ihrem äußersten Elend zusammen mit dem Leichnam ihres Sohnes auf dessen Scheiterhaufen zu verbrennen. Harishchandra jedoch zögerte, da er als Sklave nicht Herr seines Lebens war, sich ohne Zustimmung des Chandalas zu töten.
Da erschienen die Götter Indra und Vishnu und eröffneten ihm, dass er durch seine äußerste Frömmigkeit und seine übermenschliche Ergebenheit in größtes Leid sich einen Platz im Himmel verdient habe. Harishchandra aber meinte, dieses Angebot ohne die Zustimmung seines Herrn, des Chandalas, nicht annehmen zu können. Darauf offenbarte sich Dharma, der Gott der Gerechtigkeit, der die Gestalt des Sklavenhalters angenommen hatte und gestattete ihm und seiner Familie den Aufstieg in den Himmel, Vishvamitra verzichtete auf all seine Ansprüche und übergab das Königreich an den wieder zum Leben erweckten Rohitashva. Nun wandte der edle König aber ein, dass er nicht ohne seine getreuen Untertanen in den Himmel gehen könne, worauf Indra eine Stadt im Himmel schuf, in der Harishchandra mit seiner Familie, seinen Freunden und alle seinen Anhängern ein seliges Leben führen sollte.
In der Aitareya-Brahmana wird erzählt, dass der kinderlose König dem Gott Varuna schwor, dass, sollte er einen Sohn bekommen, diesen dem Gott opfern würde. Dem König wurde ein Sohn geboren, den er Rohita nannte. Als er jedoch seinen Schwur erfüllen sollte, verzögerte Harishchandra die Opferung unter verschiedenen Ausflüchten immer wieder.
Zuerst musste ein geeignetes Opfer mindestens 10 Tage alt sein, dann musste es Zähne haben, dann mussten es bleibende Zähne sein und schließlich musste der Knabe im waffenfähigen Alter sein.
Als Rohita schließlich auch in diesem Alter war, der Vater keine neue Ausflucht mehr fand und sich anschickte, den Sohn zu opfern, weigerte sich Rohita und floh in den Wald, wo er sechs Jahre lang lebte und dort einen hungernden Rishi namens Ajigarta traf, der ihm einen seiner drei Söhne als Ersatzopfer verkaufte.
Rohita begab sich darauf mit Shunashepa, so hieß der verkaufte Sohn, zu seinem Vater, der das Ersatzopfer akzeptabel fand und auch der Gott war damit zufrieden, da der Sohn des Rishi Brahmane war, Harishchandras Sohn jedoch nur der Kriegerkaste der Kshatriya angehörte.
Bei der Opferzeremonie jedoch war niemand bereit, das Opfer zu fesseln, bis sich der habgierige Vater Shunashepas anbot, den eigenen Sohn zu binden.
Als dann auf dem Höhepunkt des Opferritus die Schlachtung vollzogen werden sollte, wollte wiederum niemand die Tat vollbringen, bis Ajigarta für ein drittes Hundert Rinder sich bereit erklärte, den eigenen Sohn zu töten. Dieser betete aber zu den Göttern, die ihn schließlich vor dem Opfertod retteten. Vishvamitra, der bei dem geplanten Opfer als einer der Opferpriester, nämlich als Hotri (Rezitierender), fungiert hatte, nahm endlich Shunashepa, der von einer Rückkehr zum Vater nun nichts mehr wissen wollte, an Sohnes statt an.

## Rezeption

### Mahatma Gandhi
Harishchandra kann als durch seine bis zu letzter Konsequenz geübte Wahrhaftigkeit und Aufrichtigkeit als Verkörperung des Satya-Konzeptes der indischen Philosophie gesehen werden. So hat die Legende jedenfalls auf Mahatma Gandhi gewirkt, der als Knabe eine Theaterbearbeitung des Stoffes sah, die ihn tief beeindruckte und ihn zu der Frage führte, warum nicht jedermann wie Harishchandra ein Leben in völliger Wahrhaftigkeit führe. Diese Leben in Wahrheit, für die Wahrheit und das Beharren auf bzw. Festhalten an der Wahrheit wurde zu einem zentralen Bestandteil seiner Philosophie und fand ihren Niederschlag in der Entwicklung des Begriffs von Satyagraha.

### Verfilmungen
Auf einer populären Ebene wurde der Harishchandra-Stoff vielfach im indischen Kino aufgegriffen. Die früheste Adaption, Raja Harishchandra, entstand 1913 unter der Regie von Dhundiraj Govind Phalke und war der erste abendfüllende Spielfilm des indischen Kinos. Von der Entstehung dieses Films handelt Harishchandrachi Factory, ein Marathi-Biopic über Phalke (2009, Regie: Paresh Mokashi).
Eine weitere Bearbeitung, Ayodhyecha Raja von 1932 unter Regie des indischen Filmpioniers V. Shantaram mit Govindrao Tembe und Durga Khote in den Hauptrollen, war der erste Marathi-Tonfilm. Im gleichen Jahr erschien eine Hindi-Fassung unter dem Titel Ayodhya Ka Raja. Weitere Filmfassungen sind:
- Satyavadi Raja Harishchandra (Stummfilm, 1917, Dhundiraj Govind Phalke, Remake des Films von 1913)
- Satyawadi Raja Harishchandra (Stummfilm, 1917, Rustomji Dhotiwala)
- Raja Harishchandra (Stummfilm, 1924, D.D. Dabke)
- Raja Harishchandra (Stummfilm, 1928, Y.D. Sarpotdar)
- Harishchandra (Stummfilm, 1931, Kanjibhai Rathod)
- Satyawadi Raja Harishchandra (Hindi, 1931, J.J. Madan)
- Harishchandra (Tamil, 1932, Sarvottam Badami und Raja Chandrasekhar)
- Harishchandra (Telugu, 1935, P. Pullaiah und Rajopadhyay)
- Satya Harishchandra (Kannada, 1943, R. Nagendra Rao)
- Harishchandra (Telugu, 1943, Kadaru Nagabhushanam)
- Harishchandra (Tamil, 1944, A.T. Krishnaswamy und A.V. Meiyappan)
- Satyawadi Harishchandra (Gujarati, 1948, Dhirubhai Desai)
- Raja Harishchandra (Hindi, 1952, Raman B. Desai)
- Harishchandra (Malayalam, 1955, Anthony Mithradas)
- Harishchandra (Bengali, 1957, Phani Burma)
- Harishchandra (Hindi, 1958, Dhirubhai Desai)
- Harishchandra (Telugu, 1960, Chandrasekhara Rao Jampana)
- Harishchandra Taramati (Hindi, 1963, B.K. Adarsh)
- Satya Harishchandra (Kannada, 1965, Hunsur Krishnamurthy)
- Satya Harishchandra (Telugu, 1965, Kadri Venkata Reddy)
- Harishchandra (Tamil, 1968, K.S. Prakash Rao)
- Harishchandra Taramati (Hindi, 1970)
- Harishchandra Taramati (Gujarati, 1974, Babubhai Mistri)
- Raja Harishchandra (Hindi, 1979, Ashish Kumar)
- Raja Harishchandra (Oriya, 1984, Rao C.S.R.)
- Satya Harishchandra (Telugu, 1984, Rao C.S.R.)
- Harishchandra Shaibya (Bengali, 1985, Ardhendu Chatterjee)

Wie man sieht, verging bis Mitte der 1980er kaum ein Jahr, in dem der Stoff nicht (teilweise mehrfach) verfilmt wurde.